# Б-34型100毫米舰炮
Б-34型100毫米56倍径舰炮是苏联二战时期的主力高平兩用舰炮。

## 历史
1936年，伊利亚·伊万诺维奇·伊万诺夫主持设计，布尔什维克工厂试制。1937年中完成。1937年8月开始试验。1941年初量产42门。B-34-USM于1949年量产。 
每分钟射速为8-12发，最大射程：（对海）22.5千米、（对空）14千米，俯仰角为-5.5度至+85度，炮弹为整装弹，弹重：15.9千克，炮口初速：895米每秒。
中国海军于1950年引入一批舰炮与岸炮。早期的一些护卫舰，如由旧日本巡防舰改装的南宁号护卫舰、开封舰，并参加了1955年浙东海战。后来批量建造的01型护卫舰均装备该型100毫米舰炮。仿制了61式100毫米舰炮。